# Женепи

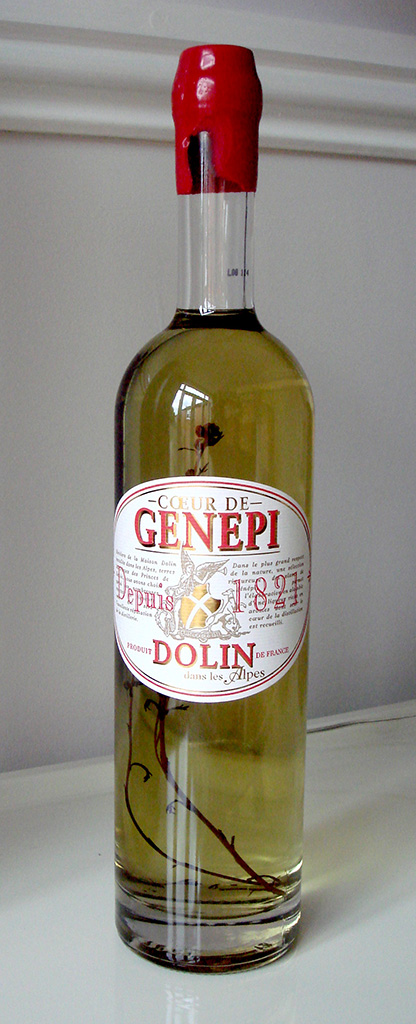
Бутылка Genepi

Женепи́ (фр. Génépi, итал. Genepì) — традиционный крепкий альпийский ликёр. Вырабатывается путём настаивания спирта на травах рода полынь (таких как Artemisia genipi [syn.  Artemisia spicata], Artemisia glacialis, Artemisia umbelliformis (Полынь альпийская) [syn.  Artemisia mutellina]). Данные травы произрастают в Альпах на высоте 2400—3500 м и у местного населения также называются „женепи“.  Это растение является одним из символов Альпийских гор. Производством данного ликера занимались еще в старину монахи. Некоторые производители, используя старинные семейные рецепты, используют более сложную технологию изготовления напитка при помощи его выпаривания на спиртовых парах без прямого контакта жидкости и растения. 
Напиток обычно имеет бледно-жёлтый или зелёный цвет, сладковатый вкус, пряный аромат; крепость — 40—50 об. %. Употребляется, как правило, в конце трапезы как дижестив. Крупнейший производитель, торговый дом и завод  «Liquoristerie de la Vanoise» производит также напитки прозрачного цвета или темного ("Темный женепи"). Считается, что женепи способствует улучшению пищеварения. Часто в состав кофе по-вальдостански (местный напиток) входит напиток женепи.
Женепи довольно распространён во Французских Альпах, в Савойе. Также известен в северо-западной Италии (Валле-д’Аоста), в ряде районов Швейцарии. Существует ряд производителей, вырабатывающих женепи промышленным путём, однако значительное количество ресторанов и торговых домов в регионе вырабатывают собственный ликёр на основе многолетних домашних рецептов.